# 개수밀도
개수밀도(수밀도, 수농도)(number density, 기호 n)는 물리학, 천문학, 화학, 생물학, 지리학, 대기과학에서 물리적 공간에 있는 어떤 가산 물체(입자, 분자, 광자, 세포, 은하 등등)의 집중 정도를 설명하기 위한 세기량이다. 물리적 공간에 따라 삼차원에서는 부피개수밀도, 이차원에서는 면적개수밀도, 일차원에서는 선개수밀도가 된다. 인구밀도가 대표적인 개수밀도의 예시이다. 화학에서는 개수집중도(number concentration, 기호 C)라는 표현이 사용되기도 한다.

## 정의
부피개수밀도는 단위 부피에서 특정 물체들의 개수이다.
{\displaystyle n={\frac {N}{V}}} ,
이때
N은 부피 V 속에 포함된 물체의 총 개수이다.